# Alemanha na Universíada de Verão de 2021
A Alemanha participou da Universíada de Verão de 2021, que aconteceu em Chengdu, na China, entre 28 de julho e 8 de agosto de 2023.
Foram 160 atletas — 93 masculinos e 67 femininos — em 14 modalidades olímpicas.

## Competidores
Estas foram as modalidades e atletas que disputaram a edição:
| Esporte             | Masculino | Feminino | Total |
| ------------------- | --------- | -------- | ----- |
| Atletismo           | 11        | 15       | 26    |
| Badminton           | 4         | 2        | 6     |
| Esgrima             | 4         | 0        | 4     |
| Ginástica artística | 5         | 5        | 10    |
| Judo                | 7         | 5        | 12    |
| Natação             | 3         | 3        | 6     |
| Polo aquático       | 13        | 0        | 13    |
| Remo                | 17        | 7        | 24    |
| Saltos ornamentais  | 3         | 0        | 3     |
| Taekwondo           | 7         | 11       | 18    |
| Tênis de mesa       | 5         | 5        | 10    |
| Tiro                | 1         | 1        | 2     |
| Tiro com arco       | 1         | 1        | 2     |
| Voleibol            | 12        | 12       | 24    |
| Total               | 93        | 67       | 160   |

## Medalhas

### Por modalidade
Estas foram as medalhas por modalidade nesta edição:
| Esporte             | Medalha de ouro | Medalha de prata | Medalha de bronze | Total de medalhas |
| ------------------- | --------------- | ---------------- | ----------------- | ----------------- |
| Atletismo           | 2               | 1                | 2                 | 5                 |
| Judo                | 1               | 2                | 3                 | 6                 |
| Natação             | 1               | 0                | 1                 | 2                 |
| Remo                | 0               | 2                | 3                 | 5                 |
| Saltos ornamentais  | 0               | 2                | 0                 | 2                 |
| Ginástica artística | 0               | 1                | 0                 | 1                 |
| Taekwondo           | 0               | 0                | 2                 | 2                 |
| Tênis de mesa       | 0               | 0                | 1                 | 1                 |
| Total               | 4               | 8                | 12                | 24                |